# Tu je Dalmacija
»Tu je Dalmacija« je skladba in enajsti single glasbene skupine Pepel in kri. Single je bil izdan leta 1979 pri založbi RTV Ljubljana. Avtor glasbe je Tadej Hrušovar, avtor besedila pa je Dušan Velkaverh.
S skladbo »Tu je Dalmacija« je skupina Pepel in kri sodelovala na Splitskem festivalu 1979.

## Seznam skladb
| A stran | A stran                                                      | A stran |
| Št.     | Naslov                                                       | Dolžina |
| ------- | ------------------------------------------------------------ | ------- |
| 1.      | „Tu je Dalmacija‟ (Tadej Hrušovar/Dušan Velkaverh/Dečo Žgur) | 3:56    |

| B stran | B stran                                                      | B stran |
| Št.     | Naslov                                                       | Dolžina |
| ------- | ------------------------------------------------------------ | ------- |
| 1.      | „Neke davne luke‟ (Tadej Hrušovar/Dušan Velkaverh/Dečo Žgur) | 2:55    |